# Maria Gabriella Savojská
Princezna Maria Gabriella Savojská (Maria Gabriella Giuseppa Aldegonda Adelaide Ludovica Felicita Gennara; * 24. února 1940, Neapol) je prostřední dcera posledního italského krále, Umberta II., a Marie Josefy Belgické, „májové královny“. Je historickou spisovatelkou.

## Život
Maria Gabriella di Savoia byla třetím dítětem piemontského knížete a kněžny, narozená v Neapoli v Itálii v roce 1940. Jejími staršími sourozenci byli princezna Maria Pia a princ Vittorio Emanuele. Má také mladší sestru, princeznu Marii Beatrice. Její rodiče, manželé od roku 1930, spolu byli nešťastní, jak její matka o mnoho let později přiznala v rozhovoru (On n'a jamais été heureux, „Nikdy jsme nebyli šťastní“), a rozešli se poté, co byla italská monarchie po referendu v roce 1946 zrušena. Aby se vyhnula zajetí nacistickými jednotkami, uprchla její matka s Marií Gabriellou a jejími sourozenci z Itálie do neutrálního Švýcarska, kde žili od září 1943 do svého návratu do Itálie v roce 1945, kdy se jejich otec stal generálporučíkem království svého otce, krále Viktora Emanuela III. Po pádu monarchie byla rodina v exilu a krátce se setkala v Portugalsku, odkud se ona, její sestry a bratr brzy vrátili s matkou do Švýcarska, zatímco jejich otec zůstal na portugalské riviéře.
Je sestřenicí zesnulého krále Baudouina Belgického, bývalého krále Alberta II. Belgického, zesnulé velkovévodkyně Josefíny Šarloty Lucemburské, hesenského lankraběte Mořice a cara Simeona II. Bulharského.
Vzdělávala se ve Švýcarsku a navštěvovala také kurzy ve škole spolupracující s pařížským Louvrem. Po smrti svého otce a se souhlasem svého bratra založila v Lausanne Nadaci krále Umberta II., která se věnuje zachování historie a odkazu rodu Savojských. Zúčastnila se mnoha kulturních prezentací a během olympijských her v roce 1992 zorganizovala výstavu v Albertville. Na počátku 21. století se stala spoluautorkou řady knih, většinou se Stefanem Papim.

### Navrhovaný sňatek s íránským šáhem
V 50. letech 20. století íránský šáh Muhammad Rezá Pahlaví, tehdy rozvedený se svou druhou manželkou, projevil zájem o sňatek s princeznou Marií Gabriellou. Papež Jan XXIII. údajně návrh vetoval. Vatikánský deník L'Osservatore Romano v úvodníku o zvěstech o svatbě „muslimského panovníka a katolické princezny“ napsal, že představuje „vážné nebezpečí“.

## Manželství a děti
Dne 12. února 1969 se v Sainte-Mesme provdala za Roberta Zellingera de Balkany (4. srpna 1931, Iclod – 19. září 2015, Ženeva). Církevní svatba se slavila později 21. června 1969 v Eze-sur-Mer v zámku Balsan. Pár se rozešel v roce 1976 a rozvedl se v listopadu 1990. Měli jedno dítě:
- Marie Elisabeth Zellingerová de Balkany (* 2. března 1972),[2] se 31. října 2002 provdala za Oliviera Janssense (* 1966) a má čtyři děti.

## Publikovaná díla
- Casa Savoia. Diario di una monarchia (2001, Mondadori Electa), napsala společně s Romanem Brancalinim.
- Gioielli di Casa Savoia (2002, Mondadori Electa), napsala společně se Stefanem Papim.
- Vita di corte in casa Savoia (2005, Mondadori Electa), napsala společně se Stefanem Papim. ISBN 978-8837024130
- Jewellery of the House of Savoy (2007, Mondadori Electa), napsala společně se Stefanem Papim. ISBN 978-8837052409 (rozšířené anglické vydání Gioielli di Casa Savoia)

## Vývod z předků
|                          |                             |  |                     |                                              |  |  |  |  |  |  |  | Viktor Emanuel II. |
|                          |                             |  |                     |                                              |  |  |  |  |  |  |  |                    |
|                          | Umberto I.                  |  |                     |                                              |  |  |  |  |  |  |  |                    |
|                          |                             |  |                     |                                              |  |  |  |  |  |  |  |                    |
|                          |                             |  |                     | Adelheid Rakouská                            |  |  |  |  |  |  |  |                    |
|                          |                             |  |                     |                                              |  |  |  |  |  |  |  |                    |
|                          | Viktor Emanuel III.         |  |                     |                                              |  |  |  |  |  |  |  |                    |
|                          |                             |  |                     |                                              |  |  |  |  |  |  |  |                    |
|                          |                             |  |                     | Ferdinand Maria Savojsko-Carignanský         |  |  |  |  |  |  |  |                    |
|                          |                             |  |                     |                                              |  |  |  |  |  |  |  |                    |
|                          | Markéta Savojská            |  |                     |                                              |  |  |  |  |  |  |  |                    |
|                          |                             |  |                     |                                              |  |  |  |  |  |  |  |                    |
|                          |                             |  |                     | Alžběta Saská                                |  |  |  |  |  |  |  |                    |
|                          |                             |  |                     |                                              |  |  |  |  |  |  |  |                    |
|                          | Umberto II.                 |  |                     |                                              |  |  |  |  |  |  |  |                    |
|                          |                             |  |                     |                                              |  |  |  |  |  |  |  |                    |
|                          |                             |  |                     | Mirko Petrović-Njegoš                        |  |  |  |  |  |  |  |                    |
|                          |                             |  |                     |                                              |  |  |  |  |  |  |  |                    |
|                          | Nikola I. Petrović-Njegoš   |  |                     |                                              |  |  |  |  |  |  |  |                    |
|                          |                             |  |                     |                                              |  |  |  |  |  |  |  |                    |
|                          |                             |  |                     | Anastasija Martinović                        |  |  |  |  |  |  |  |                    |
|                          |                             |  |                     |                                              |  |  |  |  |  |  |  |                    |
|                          | Elena Černohorská           |  |                     |                                              |  |  |  |  |  |  |  |                    |
|                          |                             |  |                     |                                              |  |  |  |  |  |  |  |                    |
|                          |                             |  |                     | Petar Vukotić                                |  |  |  |  |  |  |  |                    |
|                          |                             |  |                     |                                              |  |  |  |  |  |  |  |                    |
|                          | Milena Vukotić              |  |                     |                                              |  |  |  |  |  |  |  |                    |
|                          |                             |  |                     |                                              |  |  |  |  |  |  |  |                    |
|                          |                             |  |                     | Jelena Vojvodić                              |  |  |  |  |  |  |  |                    |
|                          |                             |  |                     |                                              |  |  |  |  |  |  |  |                    |
| Maria Gabriella Savojská |                             |  |                     |                                              |  |  |  |  |  |  |  |                    |
|                          |                             |  |                     |                                              |  |  |  |  |  |  |  |                    |
|                          |                             |  | Leopold I. Belgický |                                              |  |  |  |  |  |  |  |                    |
|                          |                             |  |                     |                                              |  |  |  |  |  |  |  |                    |
|                          | Filip Belgický              |  |                     |                                              |  |  |  |  |  |  |  |                    |
|                          |                             |  |                     |                                              |  |  |  |  |  |  |  |                    |
|                          |                             |  |                     | Luisa Orleánská                              |  |  |  |  |  |  |  |                    |
|                          |                             |  |                     |                                              |  |  |  |  |  |  |  |                    |
|                          | Albert I. Belgický          |  |                     |                                              |  |  |  |  |  |  |  |                    |
|                          |                             |  |                     |                                              |  |  |  |  |  |  |  |                    |
|                          |                             |  |                     | Karel Antonín Hohenzollernsko-Sigmaringenský |  |  |  |  |  |  |  |                    |
|                          |                             |  |                     |                                              |  |  |  |  |  |  |  |                    |
|                          | Marie Luisa Hohenzollernská |  |                     |                                              |  |  |  |  |  |  |  |                    |
|                          |                             |  |                     |                                              |  |  |  |  |  |  |  |                    |
|                          |                             |  |                     | Josefína Bádenská                            |  |  |  |  |  |  |  |                    |
|                          |                             |  |                     |                                              |  |  |  |  |  |  |  |                    |
|                          | Marie Josefa Belgická       |  |                     |                                              |  |  |  |  |  |  |  |                    |
|                          |                             |  |                     |                                              |  |  |  |  |  |  |  |                    |
|                          |                             |  |                     | Maxmilián Josef Bavorský                     |  |  |  |  |  |  |  |                    |
|                          |                             |  |                     |                                              |  |  |  |  |  |  |  |                    |
|                          | Karel Teodor Bavorský       |  |                     |                                              |  |  |  |  |  |  |  |                    |
|                          |                             |  |                     |                                              |  |  |  |  |  |  |  |                    |
|                          |                             |  |                     | Ludovika Bavorská                            |  |  |  |  |  |  |  |                    |
|                          |                             |  |                     |                                              |  |  |  |  |  |  |  |                    |
|                          | Alžběta Gabriela Bavorská   |  |                     |                                              |  |  |  |  |  |  |  |                    |
|                          |                             |  |                     |                                              |  |  |  |  |  |  |  |                    |
|                          |                             |  |                     | Michal I. Portugalský                        |  |  |  |  |  |  |  |                    |
|                          |                             |  |                     |                                              |  |  |  |  |  |  |  |                    |
|                          | Marie Josefa Portugalská    |  |                     |                                              |  |  |  |  |  |  |  |                    |
|                          |                             |  |                     |                                              |  |  |  |  |  |  |  |                    |
|                          |                             |  |                     | Adelaida z Löwenstein-Wertheim-Rosenbergu    |  |  |  |  |  |  |  |                    |
|                          |                             |  |                     |                                              |  |  |  |  |  |  |  |                    |